# Arthur Butterworth
Arthur Eckersley Butterworth (født 4. august 1923 i Manchester - død 20. november 2014 i Embsay, England) var en engelsk komponist, dirigent, trompetist og lærer.
Butterworth spillede trompet som barn i forskellige harmoniorkestre, og han studerede først senere komposition på Det Kongelige Musikkonservatorium i Manchester. Butterworth studerede senere komposition privat hos Ralph Vaughan Williams. Han har skrevet 8 symfonier, orkesterværker, kammermusik, koncertmusik, korværker, blæsermusik, og solo stykker for mange instrumenter etc. Butterworth blev senere dirigent for mange engelske orkestre, og var en overgang trompetist i Det Kongelige Skotske Symfoniorkester.

## Udvalgte værker
- Symfoni "Moorland Symfoni" (1967) - for bas, kor og orkester
- Symfoni nr. 1 (1957) - for orkester
- Symfoni nr. 2 (1964) - for orkester
- Symfoni nr. 3 "Symfoni Borealis" (1979) - for orkester
- Symfoni nr. 4 (1986) - for orkester
- Symfoni nr. 5 (2001-2002) - for orkester
- Symfoni nr. 6 (2006) - for orkester
- Symfoni nr. 7 (2012) - for orkester
- Sinfonietta (1949) - for orkester
- "September Morgen" (1983) (Symfonisk studie) - for orkester
- "Præstation" (1973) - for orkester